# DK4 (Triebwagen)
Der DK4 (Abkürzung für Chinesisch Diandong Keche 4; „Elektrotriebwagen 4“) ist eine Triebwagen-Baureihe, die zunächst auf der Metro Pjöngjang und später bei der U-Bahn Peking eingesetzt wurde und heutzutage im städteübergreifenden Nahverkehrsnetz der Koreanischen Staatsbahn eingesetzt wird. Die Fahrzeuge waren wagenbaulich und elektrisch stark an den Baureihen DK2 und DK3 der U-Bahn Peking angelehnt.
Die genaue Anzahl der zwischen 1972 und 1978 gebauten Trieb- und Beiwagen ist unklar; lange Zeit wurde eine Stückzahl von 345 Fahrzeugen vermutet, was zu der Verschwörungstheorie führte, dass die U-Bahn in Pjöngjang weitere, geheime Linien zu strategischen Zwecken betreibe (vgl. Metro Zwei der Moskauer U-Bahn). Es gilt jedoch inzwischen als wahrscheinlicher, dass die angenommene Anzahl auf das nicht näher bekannte Nummerierungssystem der U-Bahn zurückzuführen ist und entsprechend fehlinterpretiert wurde.

## Verbleib
Die Wagen wurden in einem Zeitraum über 25 Jahre in Pjöngjang eingesetzt, ehe sie ab 1997 durch gebrauchte Fahrzeuge vom Typ D („Dora“) und GI („Gisela“) von den Berliner Verkehrsbetrieben ersetzt wurden. Der geplante Ersatz durch weitere, in Nordkorea produzierte Baureihen der Typen Jaju-ho (1973) und Yonggwang-ho (1992) wurde nach der Inbetriebnahme entsprechender Prototypen nicht weiter verfolgt.
Nachdem 1998 ein großer Teil der Fahrzeuge mutmaßlich an die U-Bahn in Peking verkauft wurde, waren diese bis 2002 auf der Linie 13 im Einsatz. Die in Nordkorea verbleibenden Triebwagen wurden für den Betrieb auf Eisenbahnstrecken der Koreanischen Staatsbahn umgerüstet.
Eine im U-Bahn-Betrieb verbliebene Vier-Wagen-Garnitur wird als Museumszug gelegentlich an staatlichen Feiertagen eingesetzt.